# Pixel 5
O Pixel 5 é um smartphone Android projetado, desenvolvido e comercializado pelo Google como parte da linha de produtos Google Pixel. Ele serve como o sucessor do Pixel 4. Foi anunciado oficialmente em 30 de setembro de 2020 no evento "Launch Night In" ao lado do Pixel 4a (5G) e lançado nos Estados Unidos em 29 de outubro. É o primeiro smartphone carro-chefe da linha Pixel a não apresentar uma versão XL. Em 19 de outubro de 2021, foi sucedido pelo Pixel 6 e Pixel 6 Pro.

## Especificações

### Design e hardware
O Pixel 5 é construído usando um "invólucro de alumínio 100% reciclado" e Gorilla Glass 6 para a tela. O aparelho está disponível nas cores Just Black e Sorta Sage, ambas com acabamento fosco. A caixa tem um revestimento grosso de plástico, enquanto o botão liga / desliga é anodizado com acabamento metálico. A parte inferior do dispositivo possui um conector USB-C que é usado para carregamento e saída de áudio. Possui alto-falantes estéreo, um dos quais é uma unidade de exibição com o outro alto-falante localizado à direita da porta USB-C. A parte traseira abriga um leitor de impressão digital capacitivo, que foi removido no Pixel 4.
O Pixel 5 usa o sistema em chip Qualcomm Snapdragon 765G de gama média (composto por oito núcleos Kryo 475, uma GPU Adreno 620 e um Hexagon 696 DSP), com 8 GB de RAM LPDDR4X e 128 GB de UFS 2.1 não expansível armazenamento interno. O Snapdragon 765G permite conectividade 5G padrão; ambas as redes "sub-6" e de onda milimétrica (mmWave) são suportadas.
O Pixel 5 tem uma bateria de 4080 mAh, um aumento significativo em relação à bateria de 2800 mAh do seu antecessor. Ele é capaz de carregar rapidamente em até 18 W e suporta carregamento sem fio Qi, bem como carregamento sem fio reverso. Isso é possível por meio de um recorte no painel traseiro para a bobina de carregamento sem fio, coberta por biorresina. Ele mantém a classificação de proteção contra água de IP68 de acordo com o padrão IEC 60529. Os recursos Motion Sense e reconhecimento facial do Pixel 4 foram omitidos, assim como o Active Edge e o Pixel Neural Core.
O Pixel 5 possui uma tela OLED 1080p de 6 polegadas (152 mm) com suporte HDR10+, que opera a uma taxa de atualização de até 90 Hz; ele se ajusta dinamicamente dependendo do conteúdo para preservar a vida útil da bateria. A tela tem uma proporção de 19,5: 9 e adota uma estética de design semelhante ao Pixel 4a, com molduras finas e uniformes e um recorte circular no canto superior esquerdo para a câmera frontal.
O Pixel 5 inclui câmeras duplas voltadas para trás localizadas em um módulo quadrado elevado. Embora a câmera ampla permaneça inalterada, ela inclui uma lente ultralarga que substitui a lente telefoto do Pixel 4. A lente wide de 28 mm 77° f/1.7 possui o sensor Sony Exmor IMX363 de 12,2 megapixels, enquanto a lente ultrawide de 107° f/2.2 possui um sensor de 16 megapixels; ambos os sensores são compartilhados com o Pixel 4a (5G). A câmera frontal usa um sensor de 8 megapixels. Junto com o Pixel 4a (5G), é o primeiro telefone Pixel capaz de gravar vídeo 4K a 60 fps, já que os telefones Pixel anteriores eram limitados a 30 fps. Embora não possua o Pixel Neural Core, o Pixel Visual Core foi retrabalhado para oferecer suporte aos recursos Live HDR+ e Dual Exposure presentes no Pixel 4. Melhorias adicionais de software incluem um novo modo Portrait Light, modo Portrait for Night Sight, uma configuração Cinematic Pan e HDR+ com escalonamento de exposição.

### Software
O Pixel 5 vem com o Android 11 e a versão 8.0 do aplicativo Google Camera no lançamento, com recursos como tela de chamadas e um aplicativo de segurança pessoal. Um novo recurso introduzido simultaneamente no Pixel 4a (5G) é o Extreme Battery Saver, que interrompe o processamento de aplicativos em segundo plano e permite a execução apenas de aplicativos essenciais. Ele estará disponível em modelos Pixel mais antigos como parte de uma futura atualização de software. Espera-se que receba 3 anos de grandes atualizações do sistema operacional com suporte estendido até 2023.
O Pixel 5 é o último telefone Pixel a ser fornecido com armazenamento ilimitado em alta definição no Google Fotos, com os telefones subsequentes (começando com as séries Pixel 5a e Pixel 6) não incluindo mais esta oferta.